# Ludovico Sicignano
Ludovico Sicignano (Scafati, 2 luglio 1890 – Scafati, 29 gennaio 1958) è stato un politico e avvocato italiano.

## Biografia
Esponente del Partito Comunista Italiano, è stato membro dell'Assemblea Costituente dal 28 giugno 1946 al 31 gennaio 1948, in cui lavorò nella Commissione per l'esame delle domande di autorizzazione a procedere in giudizio, collaborando tra l'altro con il futuro Presidente della Repubblica Oscar Luigi Scalfaro, anch'egli membro di quella commissione, oltre che con Sandro Pertini, Nilde Iotti, Piero Calamandrei e Antonio Giolitti nella Giunta delle elezioni. Fu anche primo sindaco di Scafati, città medaglia d'oro della resistenza, dopo la liberazione dal nazifascismo. Membro del consiglio direttivo del PCI dal 1944, fece parte del comitato di preparazione della svolta di Salerno.
La famiglia Sicignano è un importante e antica famiglia di lontane radici spagnole, iscritta alla nobiltà partenopea già dal XV secolo, e che ha dato i natali ad illustri membri come Carlo Sicignano, Capitano di ventura del Re di Napoli Ferrante d'Aragona e a Pietro Sicignano, vescovo di Acerra dal 1694 al 1707.
Nato nello storico palazzo di famiglia in Vicolo Cirillo a Scafati, iniziò la sua attività politica nel 1906. Richiamato alla leva militare, nel 1914 si trovò in Francia e in Belgio a combattere la Prima guerra mondiale. Rimpatriato durante gli anni del "Biennio Rosso”, partecipò agli scioperi locali e, in qualità di avvocato, offrì assistenza legale agli operai rimandati a processo. In questo periodo, la provincia di Salerno – e l’Agro in particolare – conobbero un discreto radicamento del movimento operaio, concentrato soprattutto nell’industria tessile e conserviera, che si rese partecipe di scioperi e proteste. 
Nel novembre del 1921 Sicignano guidò a Scafati alcune manifestazioni a sostegno della Russia di Lenin ed i socialisti internazionalisti, guidati da Sicignano, raccolsero una sottoscrizione di popolare di 30 lire. Con l’avvento del fascismo, Ludovico Sicignano mantenne fede ai suoi ideali rifiutando l’adesione a qualsiasi associazione legata al regime e impegnandosi nell’attività di propaganda clandestina. Noto alle forze fasciste locali, già nel dicembre del 1922 venne torturato e costretto all’olio di ricino, mentre il 5 febbraio 1923 fu arrestato per complotto contro la sicurezza a sostegno dello Stato. Per un breve periodo, finì in carcere ad Angri assieme ad altri militanti antifascisti.
Nel 1928 – raccomandato dall’amico Antonio Ferrara – aderì al Partito Comunista Italiano. In questo periodo, posto sotto stretta osservanza dalla polizia fascista, fu costretto a limitare la sua attività politica clandestina e, ostracizzato per le sue idee contrarie al regime, continuò con grande difficoltà la sua vita professionale. Il 2 giugno del 1944, con decreto del prefetto di Salerno, Ludovico Sicignano venne nominato sindaco della città di Scafati, ed entrò a far parte nella direzione nazionale del PCI, venendo incaricato da Palmiro Togliatti di preparare quella che sarebbe stata la svolta di Salerno (che consisteva in un'iniziativa, incoraggiata dall'Unione Sovietica, finalizzata alla formazione di un governo a cui partecipassero tutte le forze politiche del Comitato di Liberazione Nazionale), organizzando tra l'altro i suoi comizi nella città di Scafati. Rieletto nel ’46 e poi anche deputato all'Assemblea Costituente, i suoi lavori in veste di costituente si concentrarono prevalentemente sulla formazione delle leggi (articoli 70 - 82), sulle funzioni e prerogative del Presidente della Repubblica e sulla creazione del Titolo VI sulle Garanzie costituzionali.. Morì il 29 gennaio 1958.